# Leneș

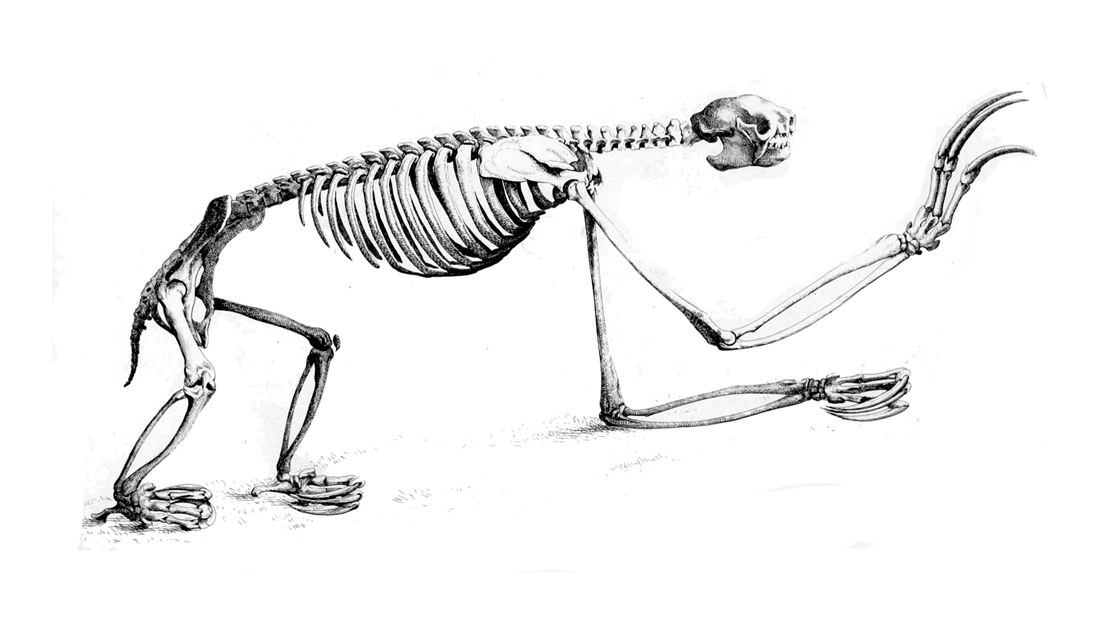

Leneșii sunt mamifere placentare care viețuiesc în America de Sud și Centrală și aparțin subordinului Folivora. Leneșii au mărimi cuprinse între jumătate de metru și 1,7 metri. Se pot clasifica în două genuri: leneșii cu trei degete (Bradypus, Bradypodidae) și leneșii cu două degete (Choloepus, Megalonychidae). 

## Alimentație
Leneșii se hrănesc în general cu frunze, muguri, lăstari în principal din copacii de genul Cecropia. S-a remarcat că unii leneși în mod ocazional își completează dieta cu insecte, reptile mici sau păsări. Frunzele cu care se alimentează le oferă puțini nutrienți și energie și se digeră în timp îndelungat. Din această cauză leneșii au stomacuri mari, lente, compartimentate, în care conviețuiesc bacterii simbiotice care descompun frunzele tari. Digestia poate dura chiar mai mult de o lună până la completa finalizare. 

## Deplasare
Leneșii sunt perfect adaptați stilului de viață arboricol, prezentând gheare puternice ce le permit o bună cățărare pe ramuri. Pe sol se deplasează cu greutate și viteză foarte redusă, de unde și denumirea de leneși. Sunt buni înotători.

## Prădători
Principalii dușmani ai leneșilor sunt oamenii, care îi consumă pentru carnea gustoasă, moale ce este considerată o delicatesă. Alți prădători sunt șerpii, jaguarii sau acvilele harpia.
Ghearele puternice și tăioase pot fi folosite ca arme împotriva prădătorilor. De asemenea, în blana leneșilor trăiesc alge albastre-verzi și alge verzi Chlorophyta, care îi dau blănii o culoare verzuie. Aceasta, asociată cu mediul lor de viață arboricol, le conferă un bun camuflaj.

## Taxonomie
- Familia Rathymotheriidae †
- Familia Orophodontidae †
- Familia Scelidotheriidae †
- Familia Mylodontidae †
- Familia Bradypodidae

Bradypus pygmaeus
Bradypus torquatus
Bradypus tridactylus
Bradypus variegatus
- Familia Megatheriidae †
- Familia Nothrotheriidae †
- Familia Megalonychidae

Choloepus didactylus
Choloepus hoffmanni